# 하늘색 꿈
《하늘색 꿈》은 1997년에 나온 박지윤의 1집 정규 앨범이다. 태원엔터테인먼트 기획이며, 서울음반이 발매하였다. 가수 박지윤의 첫 앨범이다. 타이틀곡으로 하늘색 꿈을 정해 활동했다.

## 특징
- 타이틀 곡 〈하늘색 꿈〉은 본래 1980년 TBC 젊은이의 가요제에서 대상을 수상한 음악 그룹 로커스트의 곡을 리메이크한 곡이다. 그러나 저작권을 도용한 이유로 지금은 거의 대부분의 음원사이트에서 곡이 노출되지 않은 상태이다.
- 수록곡 중 5번 트랙인 〈애상〉은 드라마 《종합병원》 OST 중 하나인 이신의 노래를 리메이크한 곡이다.

## 트랙 목록
| 트랙 | 제목                       | 작사   | 작곡   | 편곡   |
| ---- | -------------------------- | ------ | ------ | ------ |
| 01   | 하늘색 꿈                  | 최광수 | 최태완 | 조영수 |
| 02   | Emotion(가제:Faraway)      | 하해룡 | 조장혁 |        |
| 03   | 멀리있는 너에게            | 하해룡 | 조장혁 |        |
| 04   | Baby Baby Baby             | 윤지원 | 손무현 |        |
| 05   | 애상                       | 강수지 | 윤상   |        |
| 06   | 추억                       | 하해룡 | 고성진 |        |
| 07   | 슬픈인사                   | 하해룡 | 조장혁 |        |
| 08   | 하늘색 꿈(Bonus Track, MR) |        |        |        |